# Vanlose Stairway
"Vanlose Stairway" es una canción del músico norirlandés Van Morrison publicada en el álbum de 1982 Beautiful Vision.
Morrison escribió la canción sobre su por entonces novia danesa, Ulla Munch, quien residía en Vanlose Street, Copenhague, en la cuarta planta de un edificio sin ascensor. Clinton Heylin escribió: "Transformó esa mundano par de escaleras de un bloque de pisos sin ascensor en "Stairway that reaches up to the moon/And it  comes right back....to you" (lo cual puede traducirse al español como: "Escalera que llega hasta la luna / y vuelve de nuevo... a ti"). De forma alternativa, una historia breve publicada en el Copenhagen Post en 1999 cita la estación de Vanlose como el sitio de las supuestas escaleras.
Van Morrison realizó una versión barroca de la canción con la Dallas Jazz Orchestra en el Festival de Jazz de Montreux de 1999.
Dos versiones en directo de "Vanlose Stairway" fueron publicadas en los álbumes de 1984 Live at the Grand Opera House Belfast y de 1994 A Night in San Francisco. La versión de estudio fue recopilada en el álbum de 2007 Still on Top - The Greatest Hits.

## Personal
- Van Morrison: voz
- John Allair: órgano
- Tom Donlinger: batería
- Pee Wee Ellis: saxofón tenor
- Chris Hayes : guitarra
- David Hayes: bajo
- Mark Isham: trompeta
- Pauline Lozano: coros
- Chris Michie: guitarra
- Annie Stocking: coros
- Bianca Thornton: coros